# Richard Kuöhl

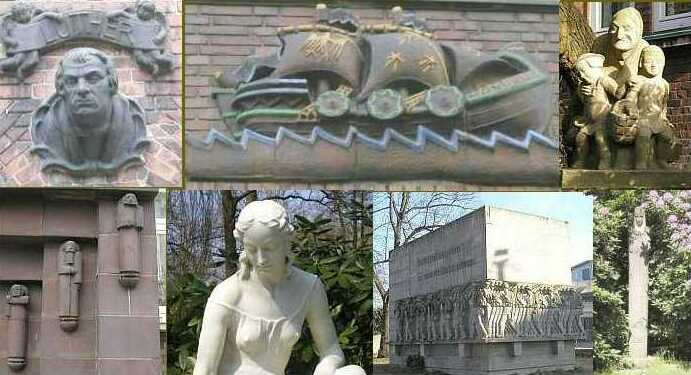
Œuvres de Richard Kuöhl

Richard Kuöhl, né le 31 mai 1880 à Meissen et mort le 19 mai 1961 à Rohlfshagen, près de Bad Oldesloe, est un sculpteur et plasticien allemand, particulièrement apprécié pour accompagner l'architecture expressionniste de brique du nord de l'Allemagne dans les années 1920-1930. 

## Biographie
Après un apprentissage dans sa ville natale de Meissen, il étudie à l'école des arts et métiers de Dresde, puis il s'installe à Berlin, et en 1912 il suit son professeur d'architecture de Dresde, Fritz Schumacher, à Hambourg. Schumacher considère la sculpture architecturale comme particulièrement importante et fournit donc à son ancien élève de nombreuses commandes gouvernementales. 

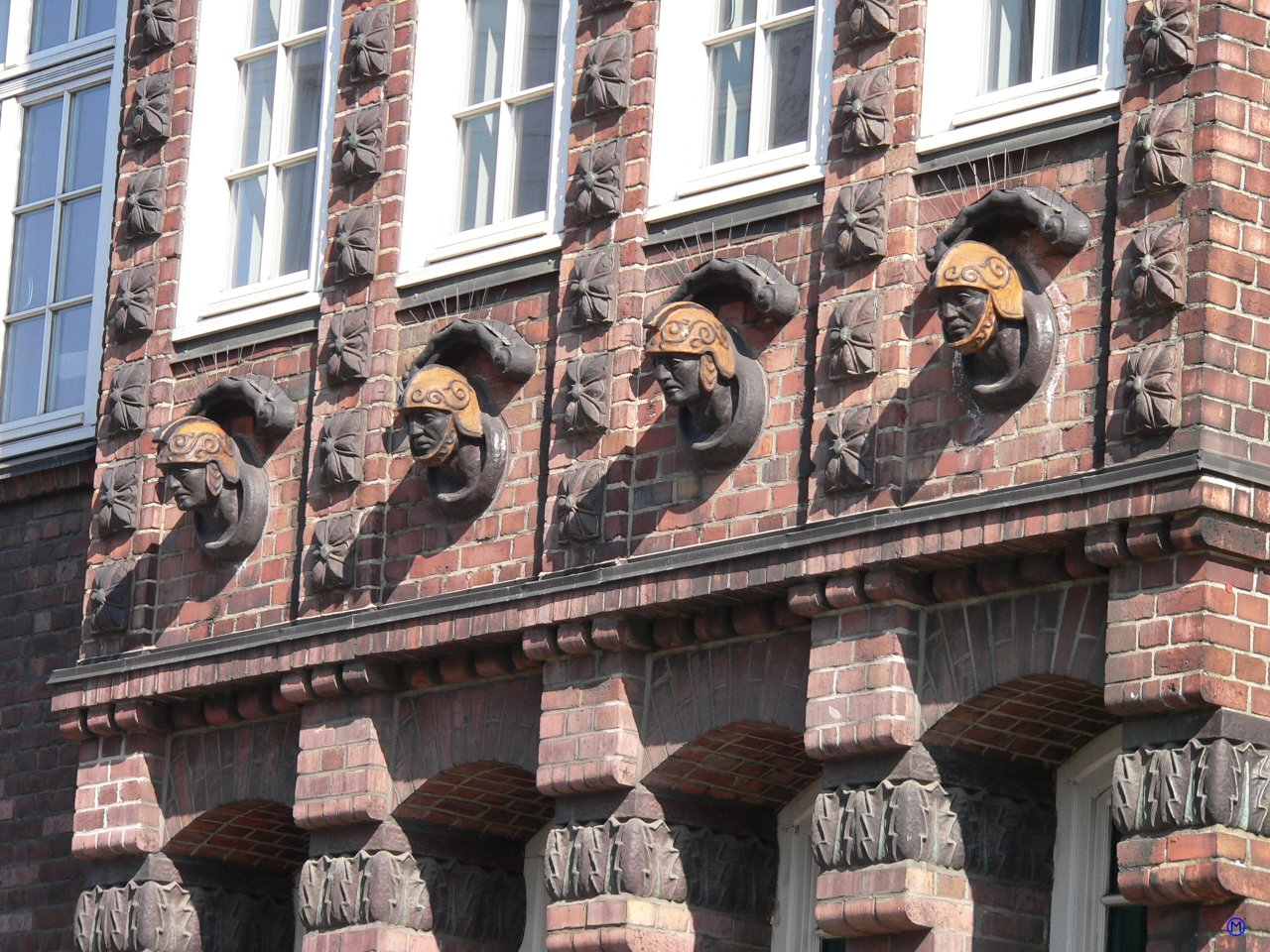
Détails de la façade de la Davidwache, à Hambourg.

Kuöhl travaille de manière prolifique dans les années 1920 et 1930 la terre cuite, la pierre et la céramique, développant un «Baukeramik» résistant aux intempéries. Son travail est incorporé dans de nombreux bâtiments, ponts et monuments à Hambourg et dans d'autres villes du nord de l'Allemagne. Le monument aux morts de Kuöhl à Hambourg, érigé pour commémorer ceux du deuxième régiment d'infanterie hanséatique numéro 76 morts pendant la guerre franco-prussienne et la Première Guerre mondiale, est typique de ceux érigés sous le Troisième Reich et est l'un des rares restants. Le monument, avec son inscription,  L'Allemagne doit vivre, même si nous devons mourir , continue d'être l'objet de controverses, avec un grand sentiment public en faveur de son retrait tandis que d'autres, en particulier des groupes d'anciens combattants, exigent qu'il reste
Ses œuvres majeures comprennent la Chilehaus à Hamburg de l'architecte Johann Friedrich Höger (1922-1924), et le commissariat de police de la Davidwache (de) sur le Reeperbahn de Hambourg, par Schumacher.
Kuöhl est enterré au cimetière d'Ohlsdorf dans une tombe qu'il a dessinée lui-même.

Monuments aux morts
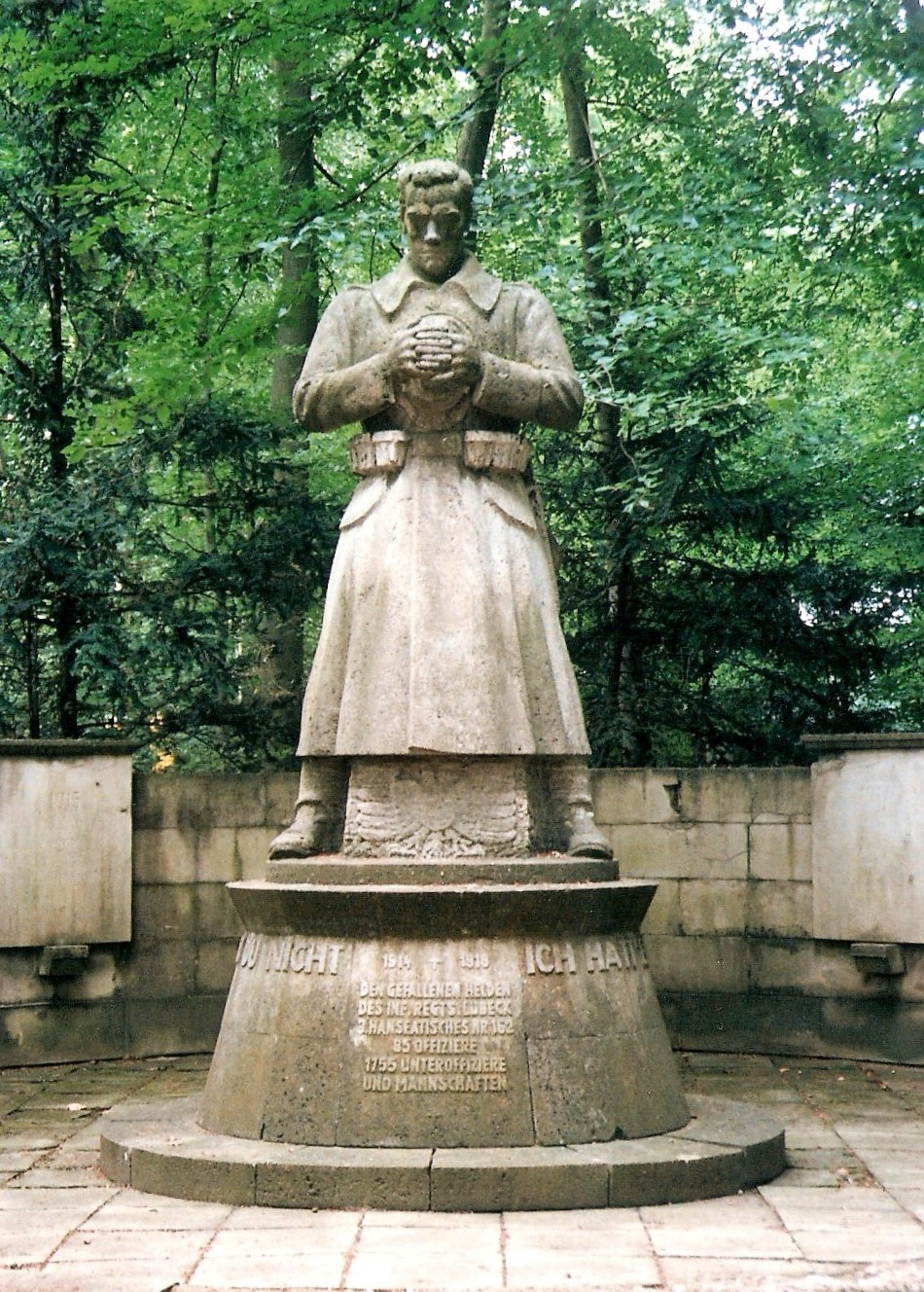
Ehrenfriedhof de Lübeck, 1923
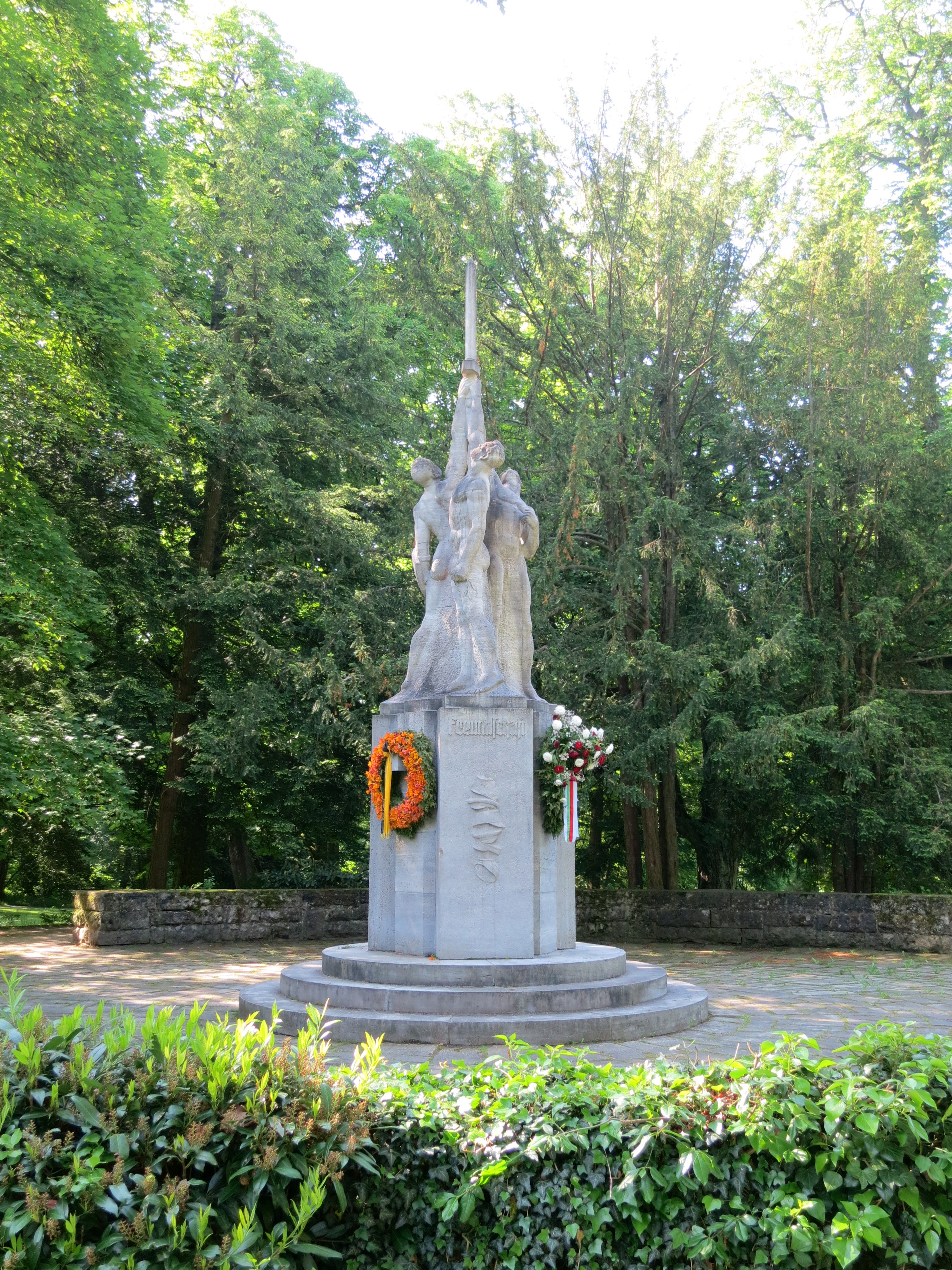
Cobourg, 1926
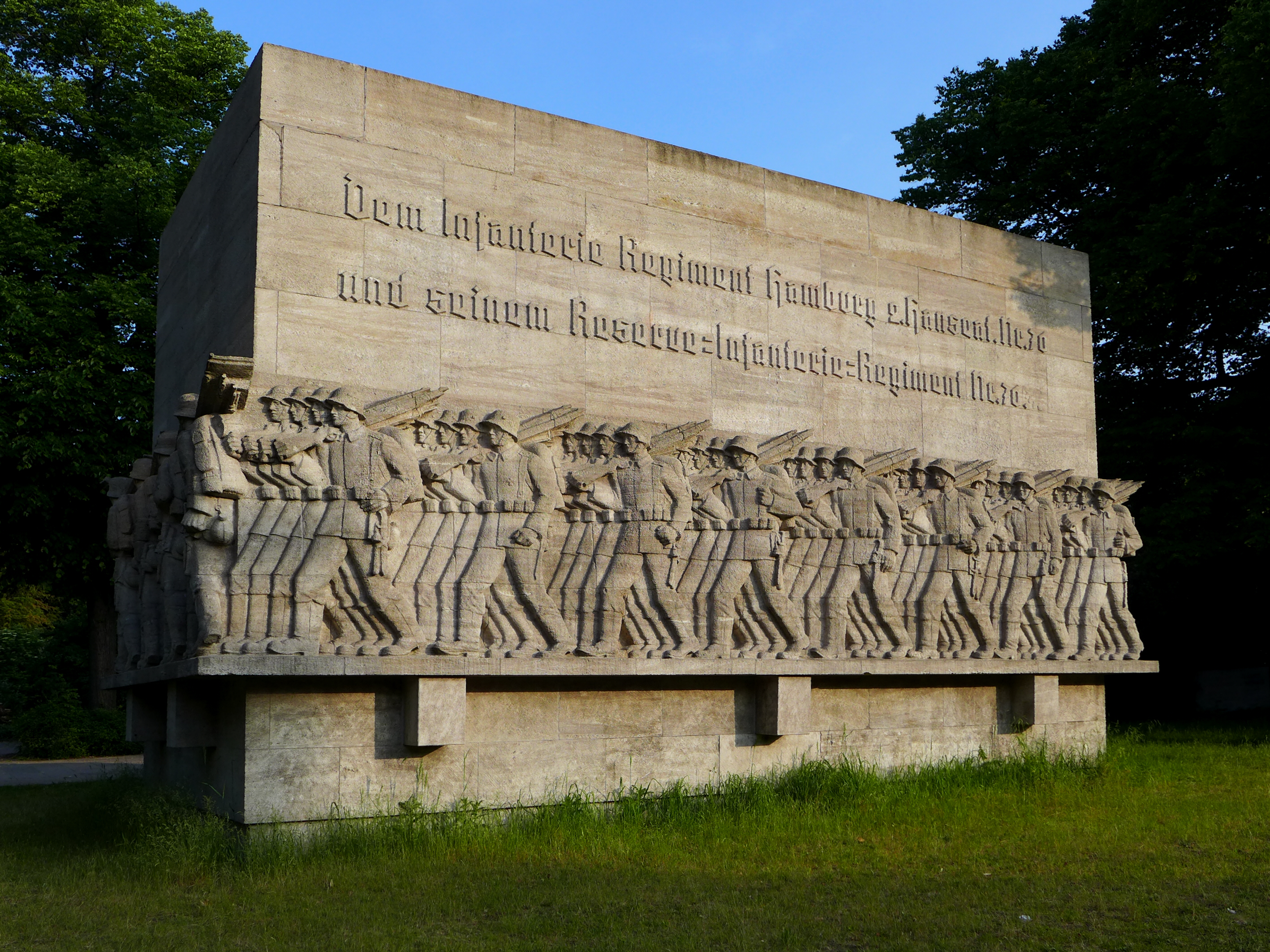
Hambourg, 1936
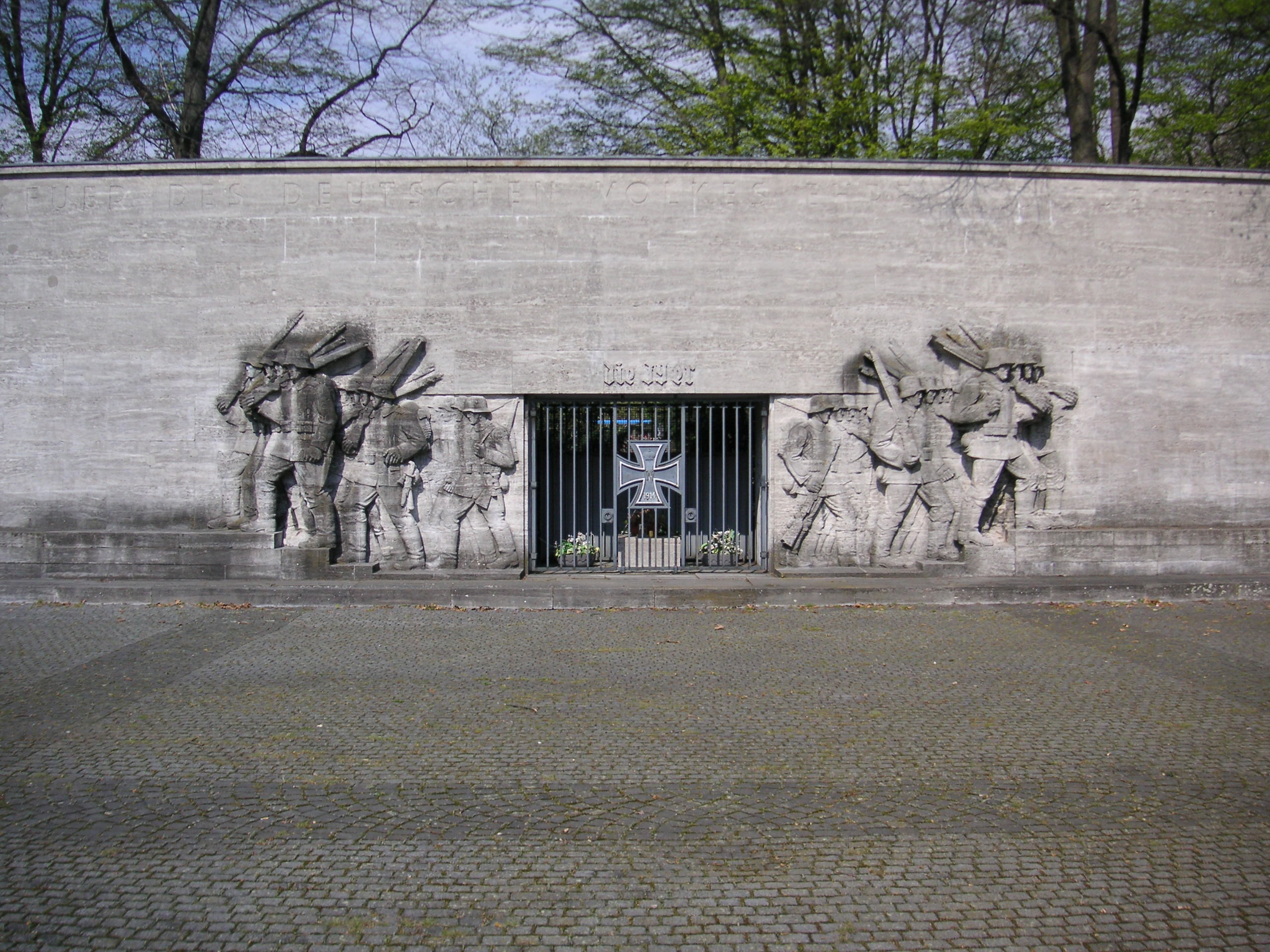
Düsseldorf, 1939